# В постели с Мадонной
«В постели с Мадонной» (англ. Truth or Dare, за пределами США и Канады — англ. In Bed with Madonna) — документальный кинофильм, описывающий закулисную жизнь популярной поп-звезды Мадонны во время её тура 1990 года. На 2006 год находился на 6-м месте по сборам среди документальных фильмов.

## Сюжет
На тот момент 26-летний Алек Кешишян снял документальную ленту, в которой повествует о периоде жизни и творчестве Мадонны 1989 и 1990 годов. Этот фильм — нарезка из концертных выступлений и жизненных перипетий актрисы и певицы Мадонны. В нём она показывает и рассказывает как тяжела и неказиста жизнь американского артиста. Оригинальное название фильма «Правда или вызов», но за пределами Северной Америки его окрестили «В постели с Мадонной».

## В ролях
- Шон Пенн
- Мадонна
- Уоррен Битти
- Сандра Бернхард

## Награды
Золотая малина 1992 — Худшая женская роль (Мадонна)

## Интересные факты
- Для раскрутки фильма на канале MTV показывались «live»-версии видеоклипов «Like a Virgin» и «Holiday»
- 21 января 1992 года трое танцоров из «Blond Ambition» подали в суд на Мадонну за вторжение в личную жизнь во время съёмок фильма, с требованием возмещения ущерба за мошенничество и обман, намеренное введение в заблуждение, скрытие фактов и намеренное причинение морального ущерба за показ частной жизни.